# Hartsticka
Hartsticka (Ganoderma pfeifferi) är en svampart som beskrevs av Bres. 1889. Hartsticka ingår i släktet Ganoderma och familjen Ganodermataceae.  Arten är reproducerande i Sverige. Inga underarter finns listade i Catalogue of Life.

## Källor

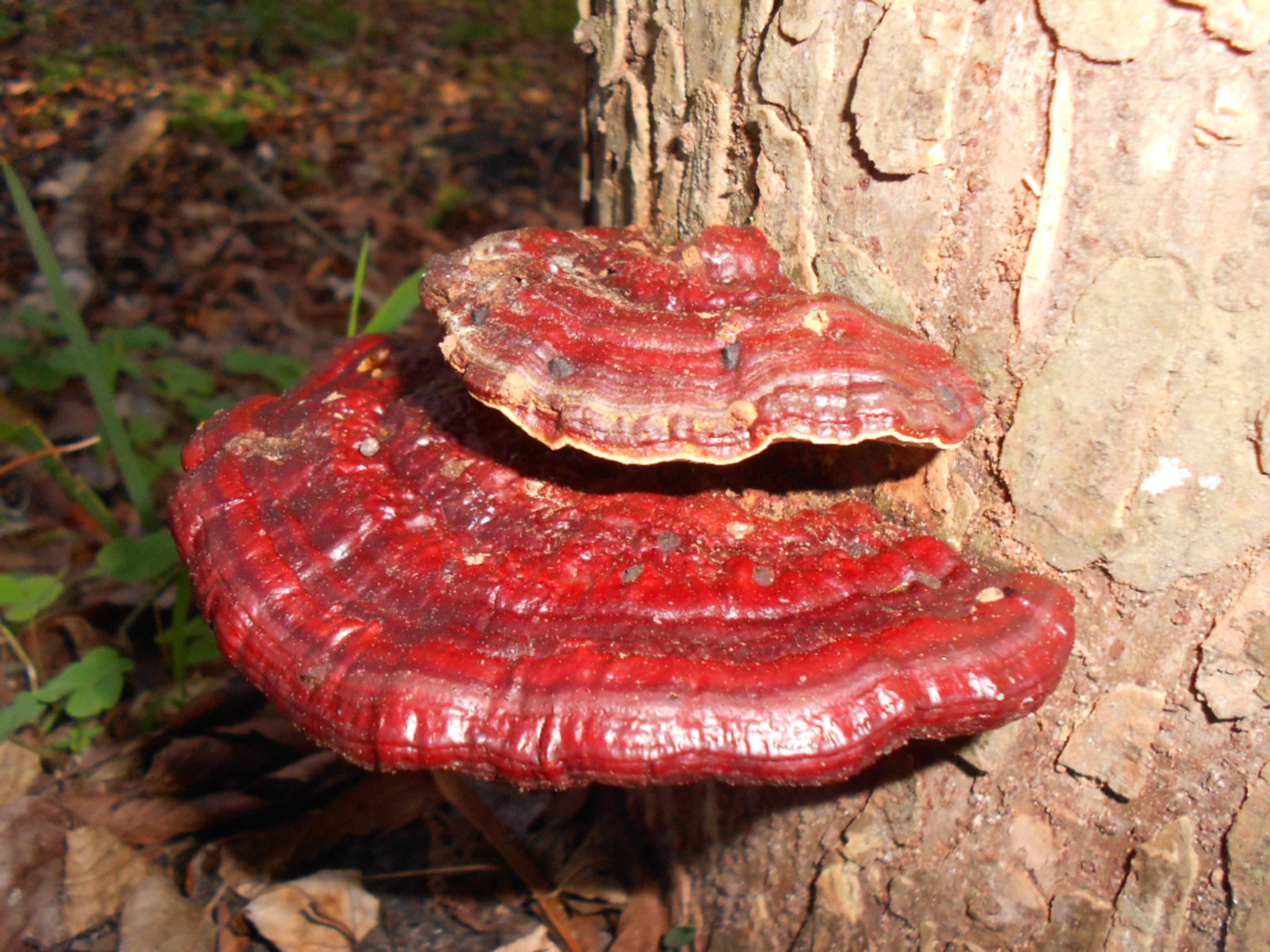
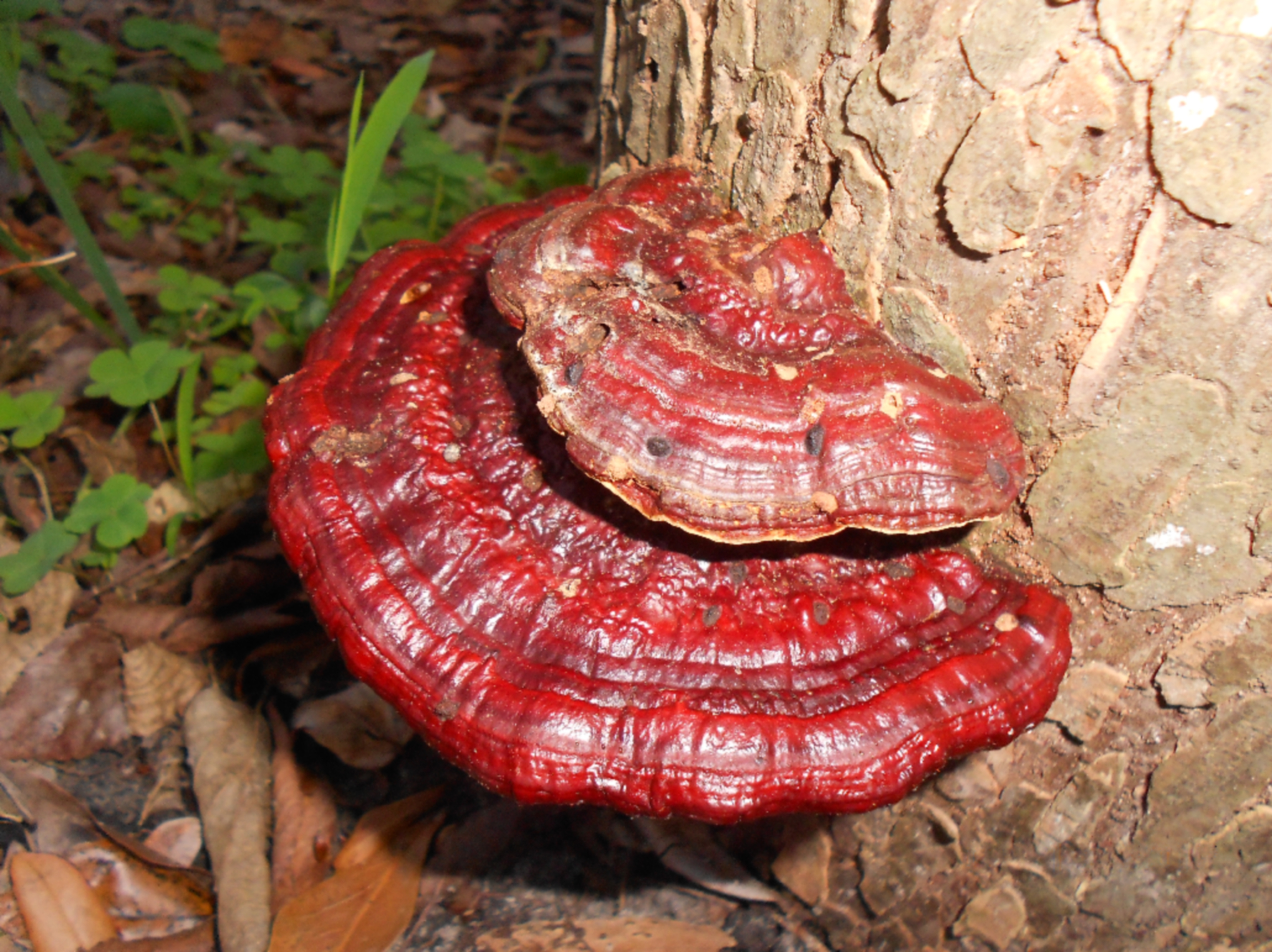
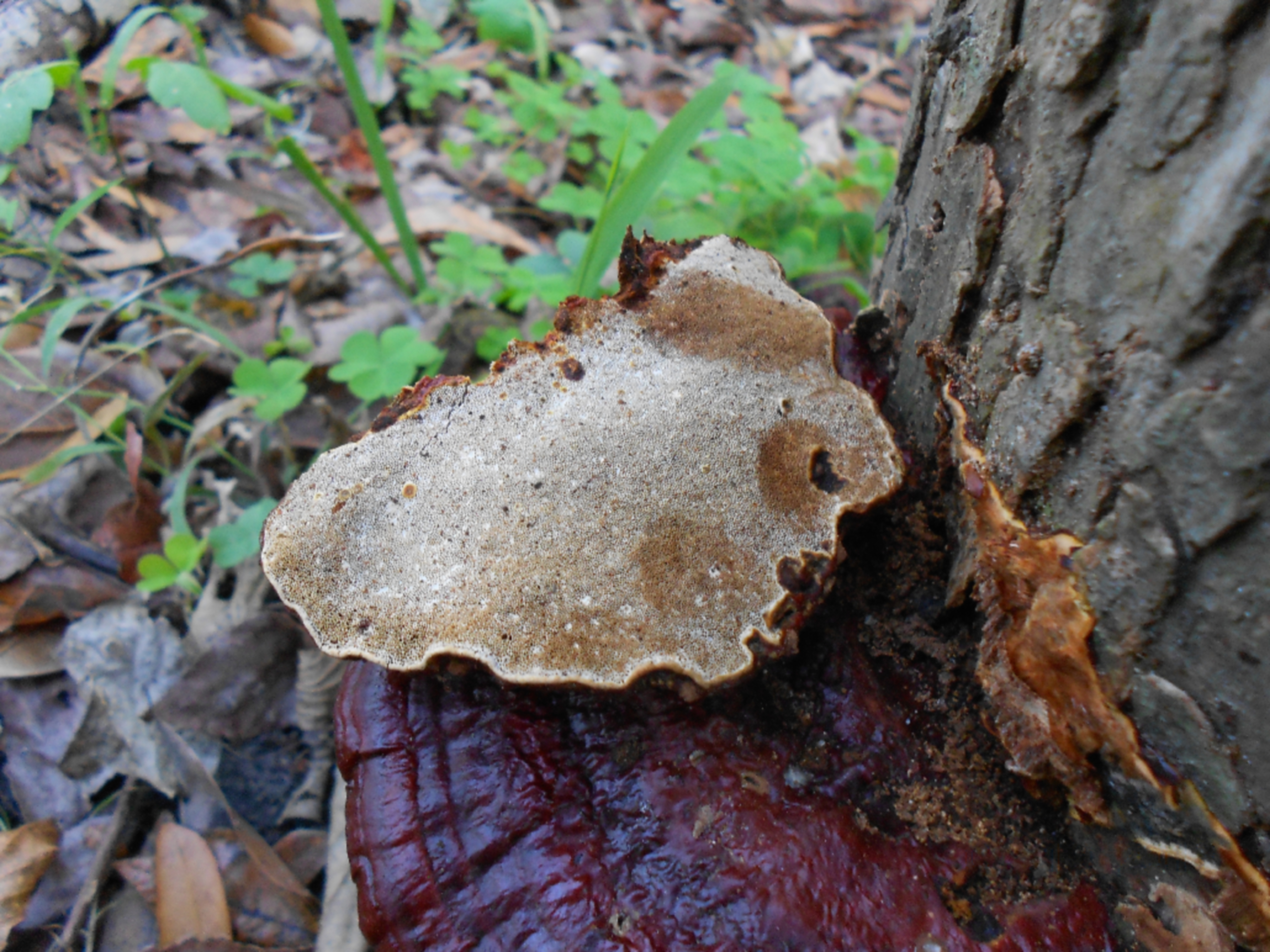
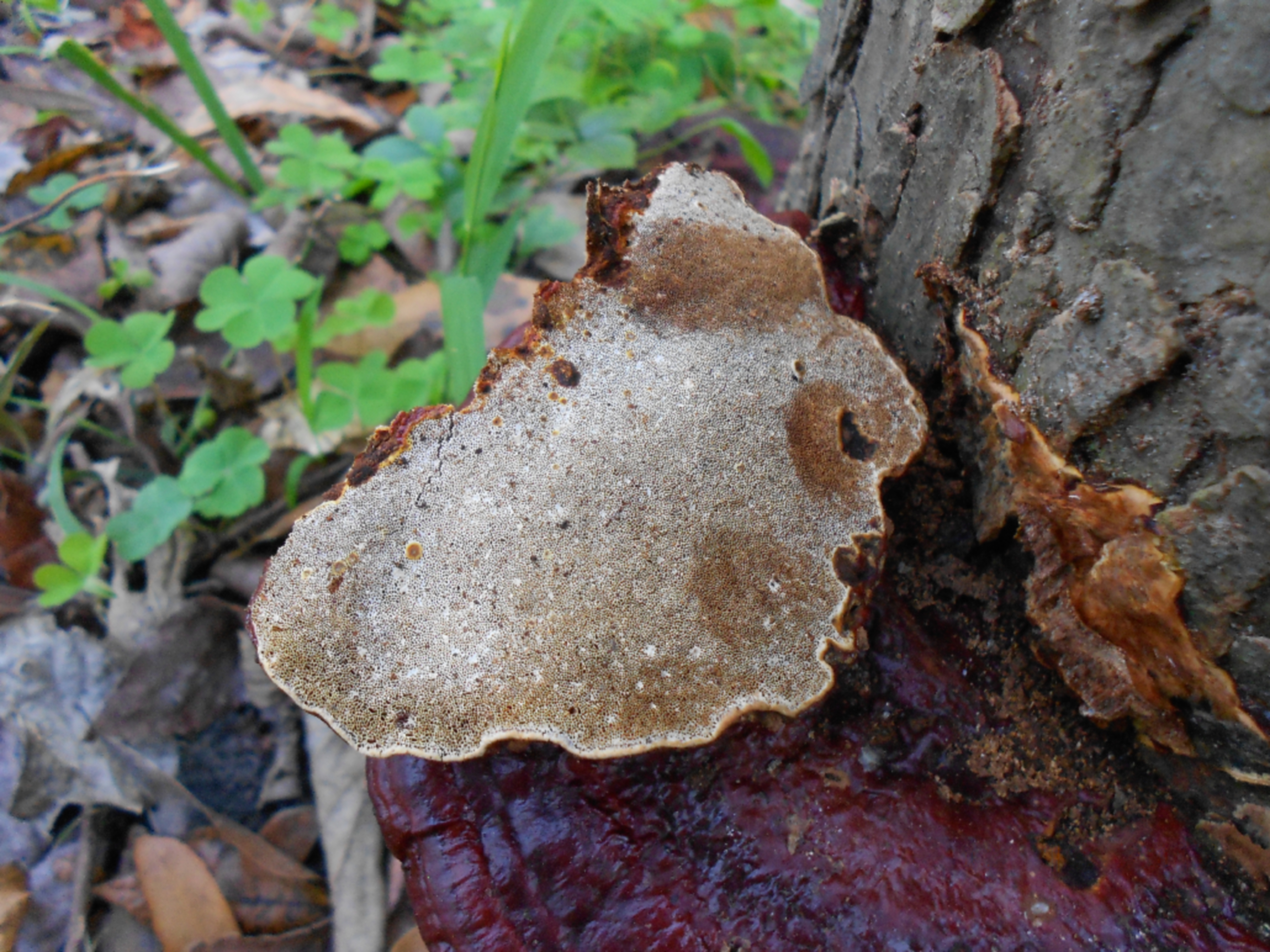
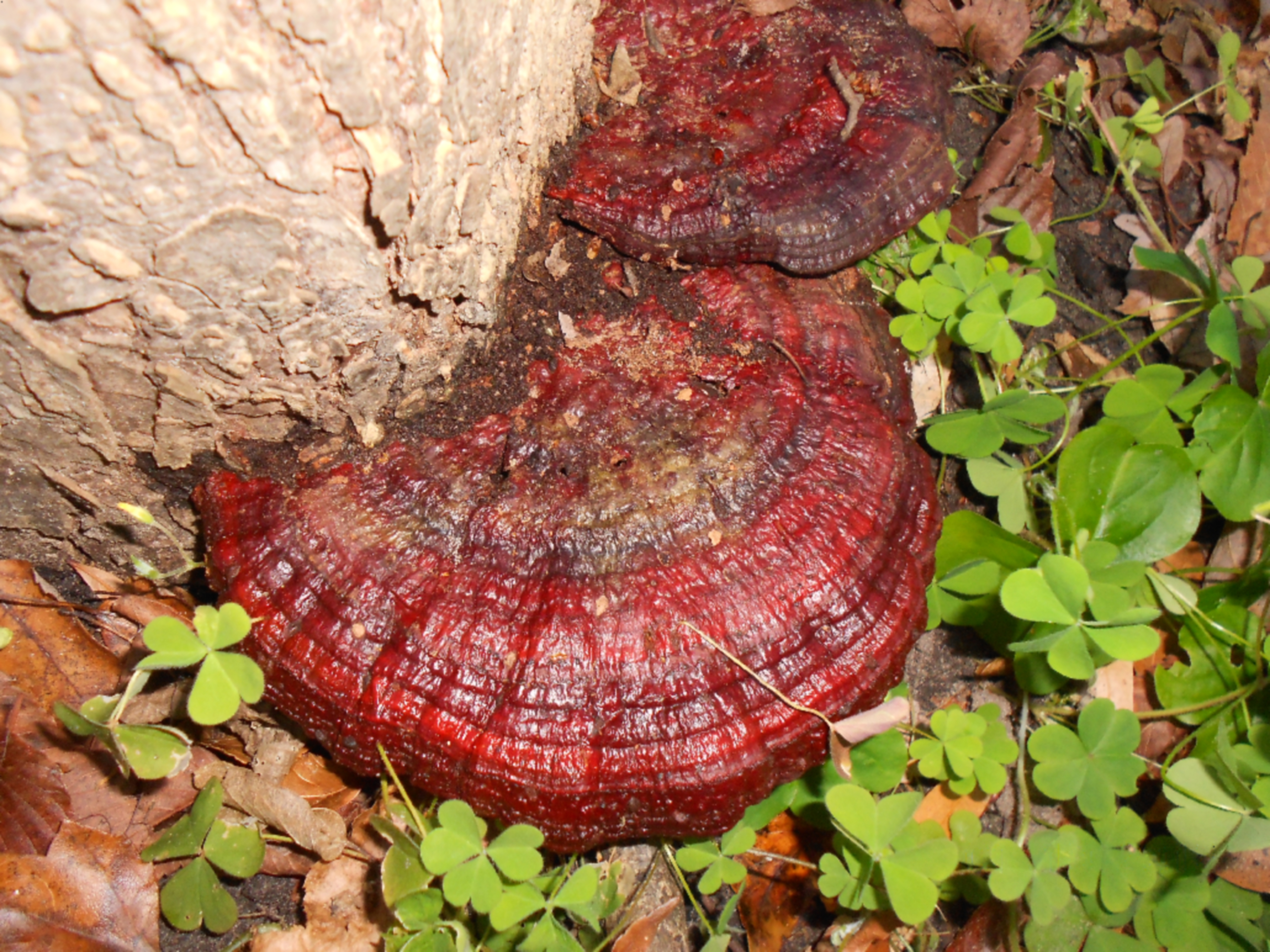
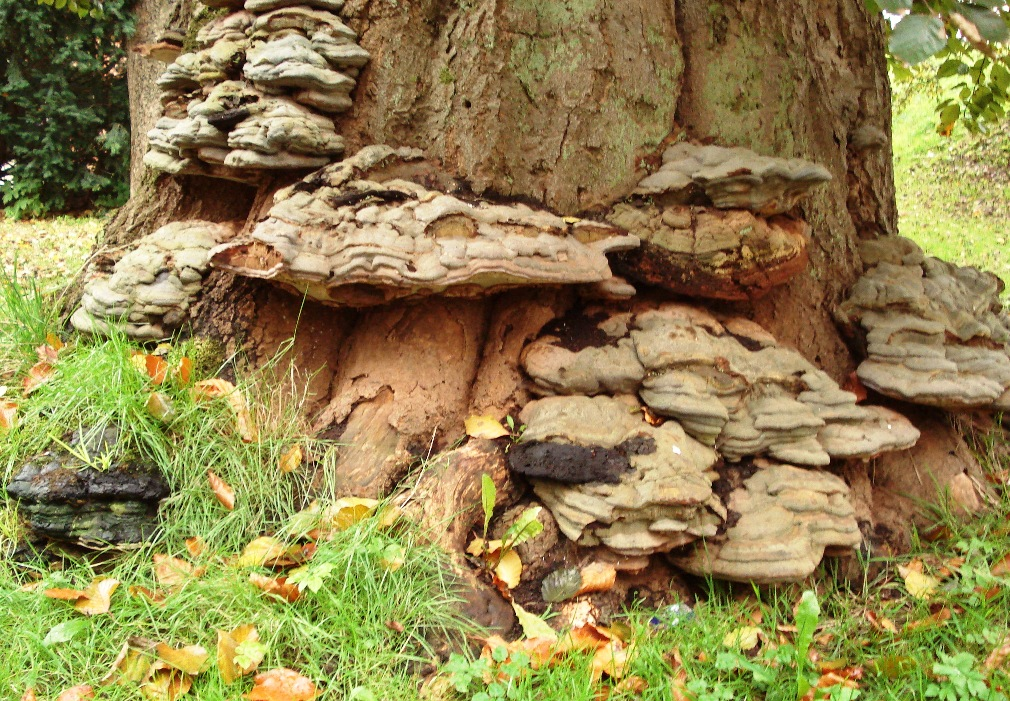